# 徐孺芳
徐孺芳（？—？），字蘭臯，浙江仁和縣（今屬杭州市）人。清朝官員。

## 生平
順治十六年（1659年）己亥科進士，初授山西平遙縣知縣。康熙十八年舉博學鴻詞科，未取。累官四川遵义府知府。康熙二十九年（1690年）官福建提學道。